# Liuqiao (köpinghuvudort i Kina, Jiangsu Sheng, lat 32,17, long 120,84)
Liuqiao är en köpinghuvudort i Kina. Den ligger i provinsen Jiangsu, i den östra delen av landet, omkring 190 kilometer öster om provinshuvudstaden Nanjing. Antalet invånare är 69 846. Befolkningen består av 37 250 kvinnor och 32 596 män. Barn under 15 år utgör 9,0 %, vuxna 15-64 år 69 %, och äldre över 65 år 21,0 %.
Runt Liuqiao är det mycket tätbefolkat, med 2 345 invånare per kvadratkilometer. Närmaste större samhälle är Nantong, 15,8 km söder om Liuqiao. Trakten runt Liuqiao består till största delen av jordbruksmark.
Genomsnittlig årsnederbörd är 1 284 millimeter. Den regnigaste månaden är juli, med i genomsnitt 239 mm nederbörd, och den torraste är januari, med 34 mm nederbörd.